# Triệu Mạnh Phủ

Triệu Mạnh Phủ, Mưa thu trên núi Kiều và núi Hoa

Triệu Mạnh Phủ (giản thể: 赵孟頫; phồn thể: 趙孟頫; bính âm: Zhào Mèngfǔ; Wade–Giles: Chao Meng-fu; tên chữ Tử Ngang (子昂); bút hiệu Tùng Tuyết (松雪), Âu Ba (鸥波) và Thủy Tinh Cung đạo nhân (水精宫道人); 1254–1322) là một hậu duệ thuộc dòng dõi vua Thái Tổ nhà Tống và đồng thời là một học giả, họa sĩ, nhà thư pháp nổi tiếng Trung Quốc thời nhà Nguyên. Ông có gốc gác ở Hồ Châu, tỉnh Chiết Giang. Ông được coi là một trong những thư-họa gia kiệt xuất và toàn tài nhất Trung Quốc từ trước tới nay. Triệu Mạnh Phủ tinh thông thư pháp, ngày nay thư pháp của ông vẫn là hình mẫu tiêu biểu để hậu thế học theo.Ông cũng có nhiều đóng góp to lớn với Trung Quốc họa.

## Tranh ông vẽ

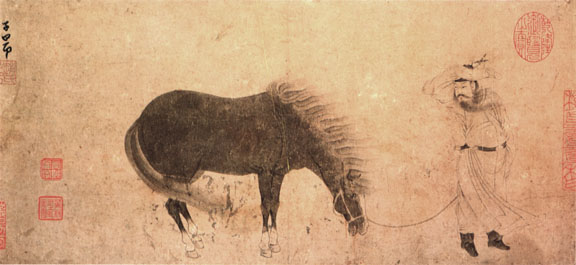
A Man and His Horse in the Wind
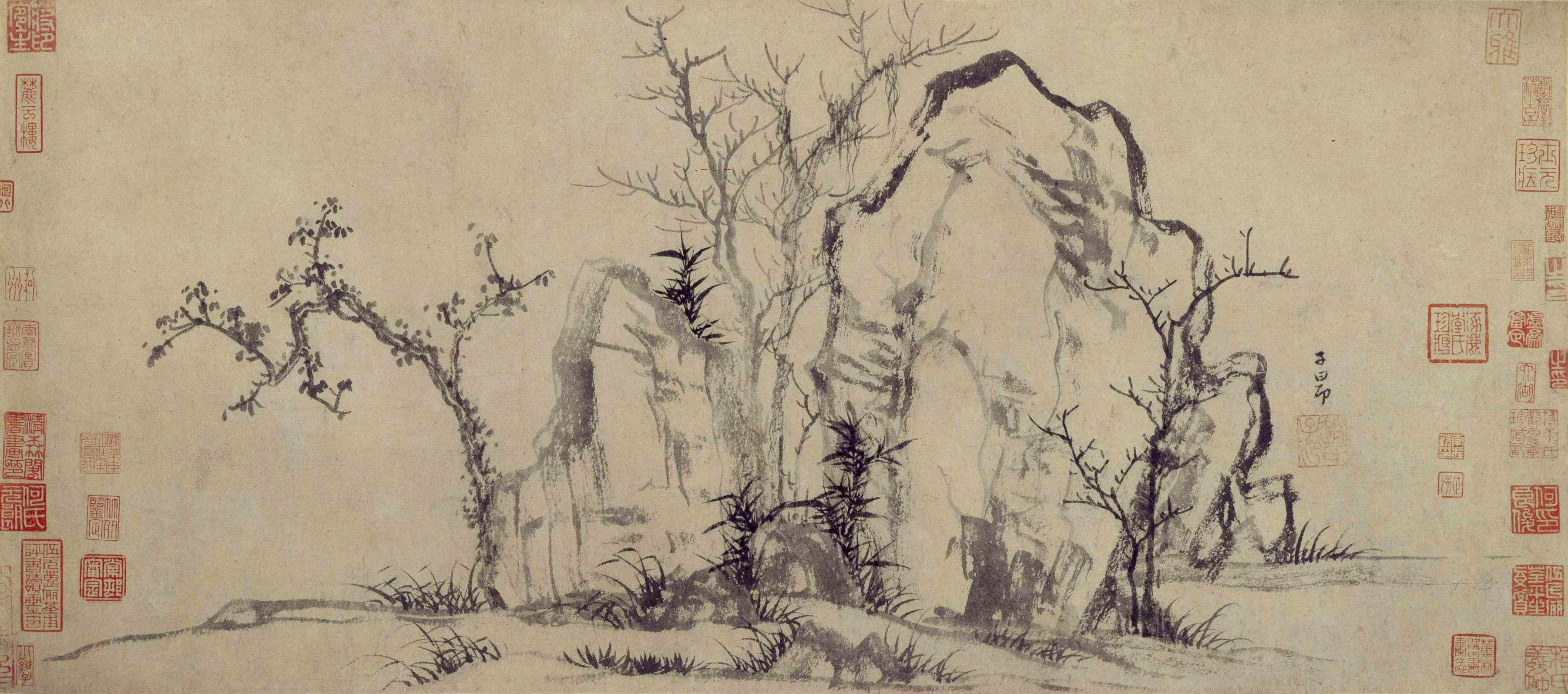
Elegant Rocks and Sparse Trees
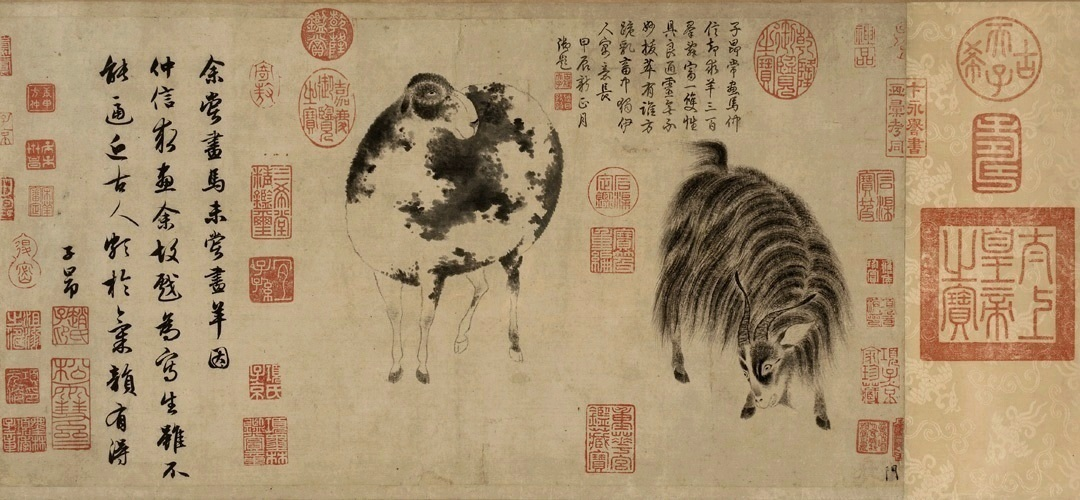
A Sheep and Goat
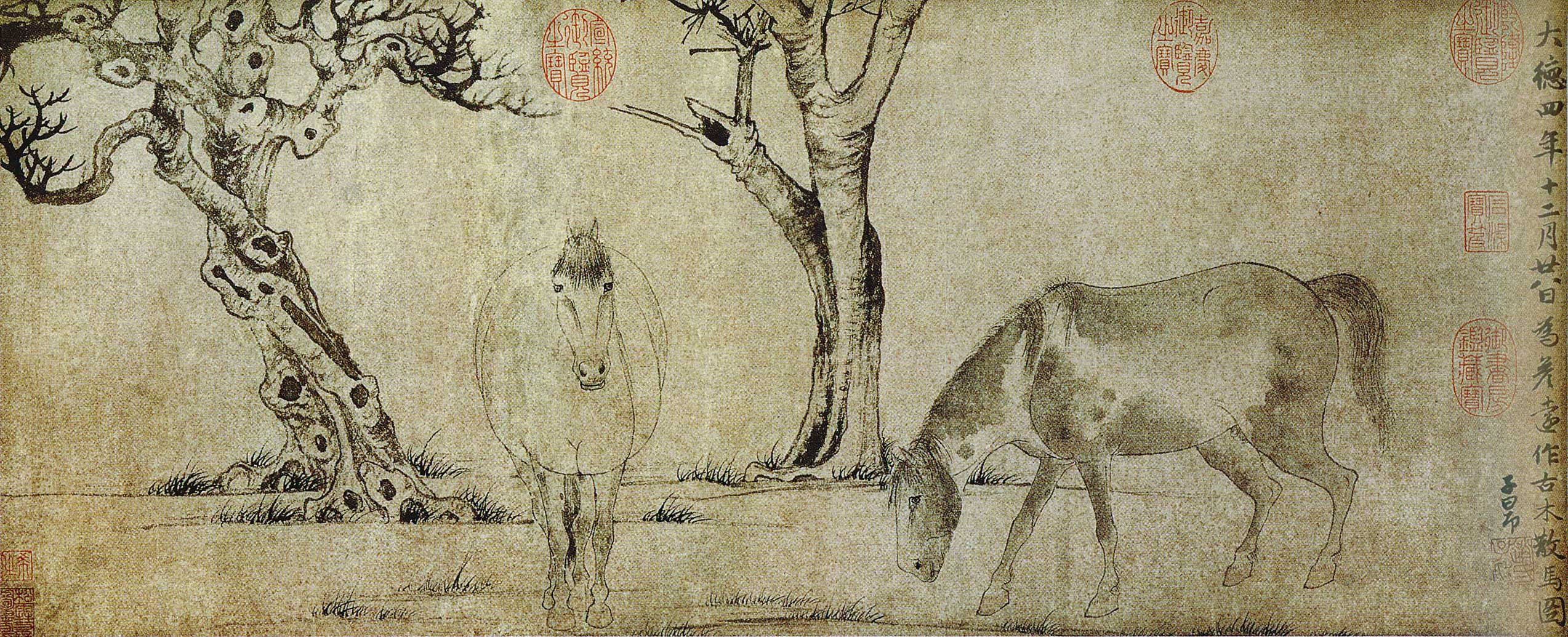
Old Tree and Horses
Triệu Mạnh Phủ Lạc Thần Phú.